# 말레이시아 연방도 제11호선
말레이시아 연방도 제11호선(Federal Route 11)은 느그리슴빌란주의 세르팅에서 출발, 파항주의 반다르툰 압둘 라자크까지 이어주는 총 연장 61.3 km 구간을 가진 말레이시아의 연방도이다. 이 연방도는 바카우-케라통 간선도로(Bahau-Keratong Highway)라는 이름을 달고 있으며, 이 도로가 통과하고 있는 지역은 주로 베라호와 코타사반다르를 거치는 특이한 도로망을 가지고 있다.
또한 최고 속도는 시속 90km/h로 제한되어 있어, 대한민국의 고속도로 노선의 최고 제한 속도가 시속 100 ~ 110 km/h로 제한되는 것에 비하면, 이 도로는 한국의 자동차 전용도로와 비슷한 제한 속도가 적용된다.